# Епархия Хутикальпы
Епархия Хутикальры (лат. Dioecesis Iuticalpensis) — епархия Римско-Католической церкви с центром в городе Хутикальпа, Гондурас. Епархия Хутикальпы входит в митрополию Тегусигальпы. Кафедральным собором епархии Хутикальпы является церковь Непорочного Зачатия Пресвятой Девы Марии.

## История
6 марта 1949 года Святой Престол учредил территориальную прелатуру Непорочного Зачатия Пресвятой Девы Марии, выделив её из епархии Комаягуа.
31 октября 1987 года Римский папа Иоанн Павел II издал буллу «Universae Dei», которой преобразовал территориальную прелатуру Непорочного Зачатитя Пресвятой Девы Марии в епархию.

## Ординарии епархии
- епископ Bernardino N. Mazzarella O.F.M.[1] (22.11.1954 — 13.03.1963) — назначен епископом Комаягуа;
- епископ Nicholas D’Antonio Salza O.F.M. (28.12.1963 — 6.08.1977);
- епископ Tomás Andrés Mauro Muldoon O.F.M. (1.02.1983 — 2.02.2012);
- епископ José Bonello O.F.M. (2.02.2012 — по настоящее время).

## Источник
- Annuario Pontificio, Libreria Editrice Vaticana, Città del Vaticano, 2003, ISBN 88-209-7422-3
- Булла Universae Dei  (лат.)